# Liste der Bürgermeister von Alblasserdam
Dieses ist die Liste der Bürgermeister der Gemeinde Alblasserdam in der niederländischen Provinz Südholland.
| Amtszeit  | Name                                        | Partei oder Strömung | Anmerkungen |
| --------- | ------------------------------------------- | -------------------- | --- |
| 1825–1838 | C. A. Pijl                                  |                      | |
| 1838–1850 | W. van Wageninge Wzn                        |                      | |
| 1850–1886 | J. van Lakerveld Bisdom                     |                      | ab 1852 auch Bürgermeister von Oud-Alblas                                                                       |
| 1886–1896 | Jhr. Florent Sophius Op ten Noort           |                      | auch Bürgermeister von Oud-Alblas, später Bürgermeister von Ede                                                 |
| 1896–1897 | Joost William Jan baron Taets van Amerongen |                      | später Bürgermeister von Monster                                                                                |
| 1898–1907 | Jhr. Volkert Huibert de Villeneuve          |                      | später Bürgermeister von Hillegersberg und Schiebroek                                                           |
| 1908–1914 | Theodoor Cluijsenaar                        |                      | zuvor Bürgermeister von Adorp und von Borculo, später Bürgermeister von Wormerveer                              |
| 1914–1923 | Simon Berman                                |                      | vorher Bürgermeister von Kwadijk, Middelie und Warder, von Schagen und von Bedum                                |
| 1923–1940 | J. van Scheers                              |                      | |
| 1940–1941 | ir H. Popping                               |                      | vorher Bürgermeister von Sliedrecht                                                                             |
| 1941–1943 | Leendert Looij                              |                      | |
| 1943      | J. A. Klip                                  |                      | |
| 1943–1945 | P. H. Oldemans van Uythoven                 | NSB                  | |
| 1945      | C. G. van Dobben de Bruijn                  |                      | |
| 1946–1968 | Leendert Looij                              |                      | |
| 1968–1981 | J. H. Vijgeboom                             | PvdA                 | vorher Bürgermeister von Geervliet und Heenvliet, später kommissarischer Bürgermeister von Haastrecht und Vlist |
| 1981–1999 | M. J. Bruin                                 | PvdA                 | vorher Bürgermeister von Arkel und Kedichem                                                                     |
| 1999–2007 | A. D. (Ad) van den Bergh                    | CDA                  | |
| 2007–2009 | Lennie (L. M.) Huizer                       | PvdA                 | kommissarisch                                                                                                   |
| 2009–2014 | A. B. (Bert) Blase                          | PvdA                 | |
| 2014–2015 | Jan (J.) Heijkoop                           | CDA                  | kommissarisch                                                                                                   |
| 2015–2023 | Jaap (J.G.A.) Paans                         | VVD                  | |
| 2023      | Jan (J.) Heijkoop                           | CDA                  | kommissarisch                                                                                                   |
| 2023–     | Jan Willem (J. W.) Boersma                  | ChristenUnie         | [ 2 ] |